# Вега, Девин
Девин Вега (англ. и исп. Devin Vega; 11 декабря 1998, Сан-Антонио, Техас, США) — американский и пуэрто-риканский футболист, нападающий сборной Пуэрто-Рико.

## Карьера

### Клубная карьера
Вега — воспитанник академии футбольного клуба «Даллас».
26 января 2017 года Вега подписал контракт с клубом USL «Сан-Антонио» на сезон 2017. Его профессиональный дебют состоялся 7 апреля 2017 года в матче против «Колорадо-Спрингс Суитчбакс». 25 апреля 2017 года в матче против «Сиэтл Саундерс 2» он забил свой первый гол в профессиональной карьере.
13 декабря 2017 года Вега подписал контракт с клубом «Финикс Райзинг» на сезон 2018. Дебютировал за «Финикс Райзинг» 16 мая 2018 года в матче Открытого кубка США против любительского клуба «Спортинг Эй Зи». 22 августа 2018 года в матче против своего бывшего клуба «Сан-Антонио» забил свой первый гол за «Финикс Райзинг». 29 ноября 2018 года Вега подписал с «Финикс Райзинг» новый контракт на сезон 2019.
1 апреля 2019 года Вега отправился в аренду в аффилированный с «Финикс Райзинг» клуб Лиги один ЮСЛ «Тусон». Дебютировал за «Тусон» 3 апреля 2019 года в матче против «Саут Джорджия Тормента», отметившись голом.
13 января 2020 года Вега подписал контракт с клубом Чемпионшипа ЮСЛ «Реал Монаркс». Дебютировал за «Монаркс» 11 июля 2020 года в матче против «Сан-Диего Лойал».

### Международная карьера
В январе 2014 года в составе сборной США до 17 лет Вега участвовал в товарищеском турнире Эгейский кубок в Турции.
За сборную Пуэрто-Рико Вега дебютировал 16 ноября 2019 года в матче Лиги наций КОНКАКАФ 2019/20 против сборной Гватемалы. 19 ноября 2019 года в матче против сборной Ангильи забил свой первый гол за сборную Пуэрто-Рико.

## Достижения
Командные
 «Финикс Райзинг»
- Победитель регулярного чемпионата Чемпионшипа ЮСЛ: 2019

## Статистика выступлений
| Выступление      | Выступление      | Выступление      | Лига | Лига | Плей-офф | Плей-офф | Кубок | Кубок | Итого | Итого |
| Клуб             | Лига             | Сезон            | Игры | Голы | Игры     | Голы     | Игры  | Голы  | Игры  | Голы  |
| ---------------- | ---------------- | ---------------- | ---- | ---- | -------- | -------- | ----- | ----- | ----- | ----- |
| Сан-Антонио      | USL              | 2017             | 14   | 3    | 0        | 0        | 2     | 0     | 16    | 3     |
| Сан-Антонио      | Итого            | Итого            | 14   | 3    | 0        | 0        | 2     | 0     | 16    | 3     |
| Финикс Райзинг   | USLC             | 2018             | 12   | 2    | 0        | 0        | 1     | 0     | 13    | 2     |
| Финикс Райзинг   | USLC             | 2019             | 3    | 0    | —        | —        | 1     | 0     | 4     | 0     |
| Финикс Райзинг   | Итого            | Итого            | 15   | 2    | 0        | 0        | 2     | 0     | 17    | 2     |
| Тусон            | USL1             | 2019             | 9    | 3    | —        | —        | —     | —     | 9     | 3     |
| Тусон            | Итого            | Итого            | 9    | 3    | —        | —        | —     | —     | 9     | 3     |
| Реал Монаркс     | USLC             | 2020             | 7    | 0    | —        | —        | —     | —     | 7     | 0     |
| Реал Монаркс     | Итого            | Итого            | 7    | 0    | —        | —        | —     | —     | 7     | 0     |
| Всего за карьеру | Всего за карьеру | Всего за карьеру | 45   | 8    | 0        | 0        | 4     | 0     | 49    | 8     |